# Високо
Високо — город, центр одноимённой общины в центральной части Боснии и Герцеговины с населением  39 938 человек. Он расположен на пути между Зеницей и Сараево. Високо лежит на реке Босне, при впадении в неё реки Фойничка, в Зеницко-Добойском кантоне Федерации.

## История
Когда-то область вокруг Високо была центром средневекового Боснийского государства.
В период османского владычества город Високо основал Аяс-бег.
После присоединения Боснии к Австро-Венгерской империи архитектура города по-прежнему тяготела к восточным традициям, как это было прежде, при турецком правлении.
В составе Королевства сербов, хорватов и словенцев Високо не получил должного развития, а во время Второй мировой войны город почти не пострадал.
По-настоящему город стал развиваться во время существования республики Югославия. Последующая за развалом этого государства война не затронула Високо, который оставался под контролем армии Боснии и Герцеговины до самого окончания конфликта.
Сегодняшний Високо — город с богатой историей и культурными традициями, но его экономика понесла значительный ущерб вследствие недавних вооружённых конфликтов.

## Население
| Население общины |        |                  |                 |                 |
| Год переписи     | 2003   | 1991             | 1981            | 1971            |
| Боснийцы         | —      | 10 056 (73,60 %) | 7 693 (66,02 %) | 7 187 (75,72 %) |
| Сербы            | —      | 1 641 (12,01 %)  | 1 241 (10,65 %) | 1 369 (14,42 %) |
| Югославы         | —      | 1 115 (8,161 %)  | 2 072 (17,78 %) | 294 (3,098 %)   |
| Хорваты          | —      | 395 (2,891 %)    | 392 (3,364 %)   | 442 (4,657 %)   |
| Остальные        | —      | 456 (3,337 %)    | 64 (0,549 %)    | 87 (0,917 %)    |
| Всего            | 11 552 | 13 663           | 11 653          | 9 491           |

## Достопримечательности
На окраине города расположены возвышенности правильной треугольной формы (так называемые «Боснийские пирамиды»), которые согласно маргинальным теориям имеют искусственное происхождение. Интерес к ним связан с публикациями псевдоархеолога Семира Османагича. В 2010 году вышел художественный фильм на тему боснийских пирамид — «Похороненная страна», совместное производство США, Великобритании и Боснии и Герцеговины.

## Топографические карты
- Лист карты K-34-I. Масштаб: 1 : 200 000. Указать дату выпуска/состояния местности.